# Orelha de couve-flor

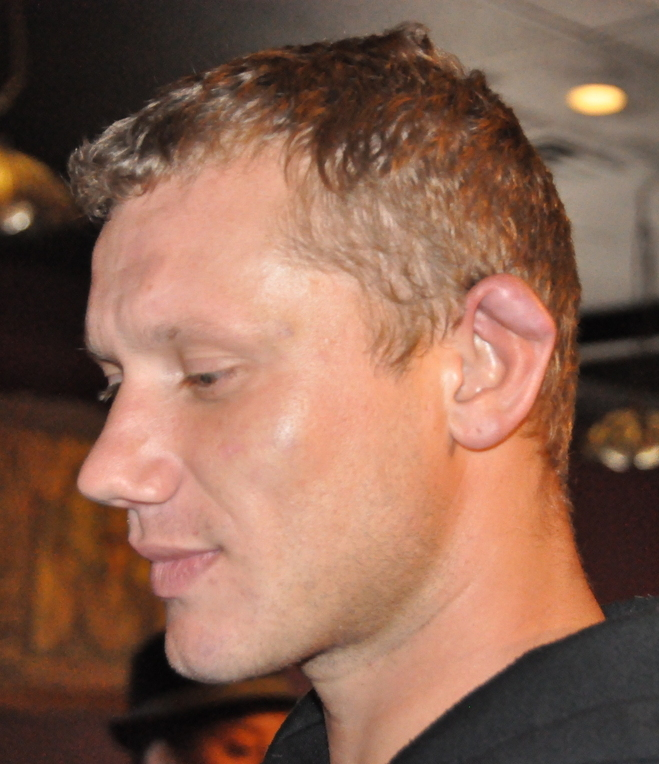
Lutador de MMA com orelha de couve-flor.

A orelha de couve-flor é a designação popular dada ao hematoma auricular, isto é, a orelha (mais propriamente denominada pavilhão auricular) que ficou deformada de forma permanente, como consequência de contusões, lesões pelo frio ou por infecções graves. Pequenos vasos sanguíneos se rompem, formando um pequeno hematoma, antes de surgir um tecido fibroso, que deforma o pavilhão auricular, dando-lhe a aparência de uma couve-flor.
No caso das contusões, é comum a referência aos lutadores de jiu-jitsu e judô, entre outras lutas marciais com intenso contacto físico, nas quais com frequência os lutadores têm a cabeça esfregada contra o tatame, o que dá origem a essa forma típica no pavilhão auricular.